# هوتنتوتا
هوتنتوتا (به انگلیسی: Hottentotta) نام یک نوع عقرب از متنوع‌ترین جنس‌های خانواده بوتیده است، و گستره جغرافیایی آن‌ها در آفریقا (بغیر از قسمتهای وسیعی از صحرای بزرگ آفریقا)، خاورمیانه شامل شبه جزیره عربستان، جنوب ترکیه، عراق، ایران، افغانستان، پاکستان، هند و نپال وجود دارد. در سال ۲۰۰۷ پژوهشگری به نام کوواریک این عقرب را در نقاط مختلف دنیا مورد مطالعه مجدد قرار داد، و ۲۹ گروه گونه‌ای را در زیر مجموعه این جنس قرار داده است. عقرب هوتنتوتا یکی از شش عقرب مهم از نظر پزشکی در ایران می‌باشد که تقریباً در تمام نقاط کشور وجود دارد.

## ویژگی‌ها
این گونه از خانواده بوتیده دارای اندازه‌ای متوسط هستند که طول بدن آن در حدود ۷۰ تا ۹۰ میلی‌متر است. دست و پاها، ابتدای چنگالها و ابتدای دم در نقطه اتصال به بدن به رنگ زردرنگ و چنگالها، قسمت انتهایی دم در نزدیکی نیش و پشت بدن به رنگ قهوه‌ای تیره (یا سیاه) است. اینگونه دارای چنگالهای باریک بوده و رفتاری بسیار خشن و تهاجمی دارد.

## محل زندگی
این گونه در نواحی نیمه خشک تا مرطوب بوته‌ای و استپی زندگی می‌کند. برخلاف عموم عقرب‌ها صحراهای خشک مورد توجه این عقرب نیست و در مواردی تا ارتفاعات بالا در کوه‌های زاگرس نیز دیده شده‌است. زهر این گونه عقرب از خانواده بوتیدها در حدی است که فرد مصدوم باید تحت مراقبت پزشکی قرار گیرد. گزارش‌هایی از افراد مصدوم نشان دهنده تأثیر سم بر سیستم تنفسی، قلبی و عروقی است.